# Isole di D'Entrecasteaux
Le isole di D'Entrecasteaux sono un gruppo insulare situato nel mare delle Salomone, nei pressi dell'estremità orientale della Nuova Guinea; appartengono politicamente alla Papua Nuova Guinea (Provincia della Baia di Milne). Il gruppo si estende su un fronte di circa 160 km ed ha un'area di circa 3100 km²; è separato dalla Nuova Guinea, dalla quale dista 30 km, dallo stretto di Ward Hunt a nord e da quello di Goschen a sud. Le isole mostrano segni di vulcanismo.

## Geografia

### Fisica
Le tre principale isole dell'arcipelago, da nord-ovest a sud-est, sono Goodenough (Nidula), Fergusson (Moratau), la più grande, e Normanby (Duau); le prime due sono separate dallo Stretto di Moresby e le altre due da quello di Dawson. Oltre a queste tre isole principali, vi sono altre numerose isolette e barriere coralline. Tra le isolette più grandi ricordiamo Sanaroa e Dobu. La vetta più elevata dell'arcipelago, il monte Vineuo (2566 m), è situata su Goodenough.
Le isole di D'Entrecasteaux sono vulcaniche e presentano numerose aree di vulcanismo e campi geotermali attivi. Su Fergusson vi sono tre vulcani che superano i 1828 m di altezza. Aree geotermali sono presenti nella regione sud-orientale di Goodenough e nelle zone di Bwabwadana e Iamalele su Fergusson. Una sorgente calda particolarmente attiva è situata a Deidei, su Fergusson. Nelle isolette dello stretto di Dawson, tra Fergusson e Normanby, sorgono alcuni centri vulcanici che potrebbero appartenere ad un'unica caldera parzialmente sommersa; uno dei coni della regione sud-occidentale di Fergusson potrebbe aver eruttato nel 1350. Dal punto di vista geologico, le isole sono frammenti della placca australiana che un tempo erano sprofondati nella crosta terrestre in seguito alla collisione delle placche. Da allora i blocchi sono nuovamente risaliti in superficie riemergendo dal fondo del mare.

### Umana

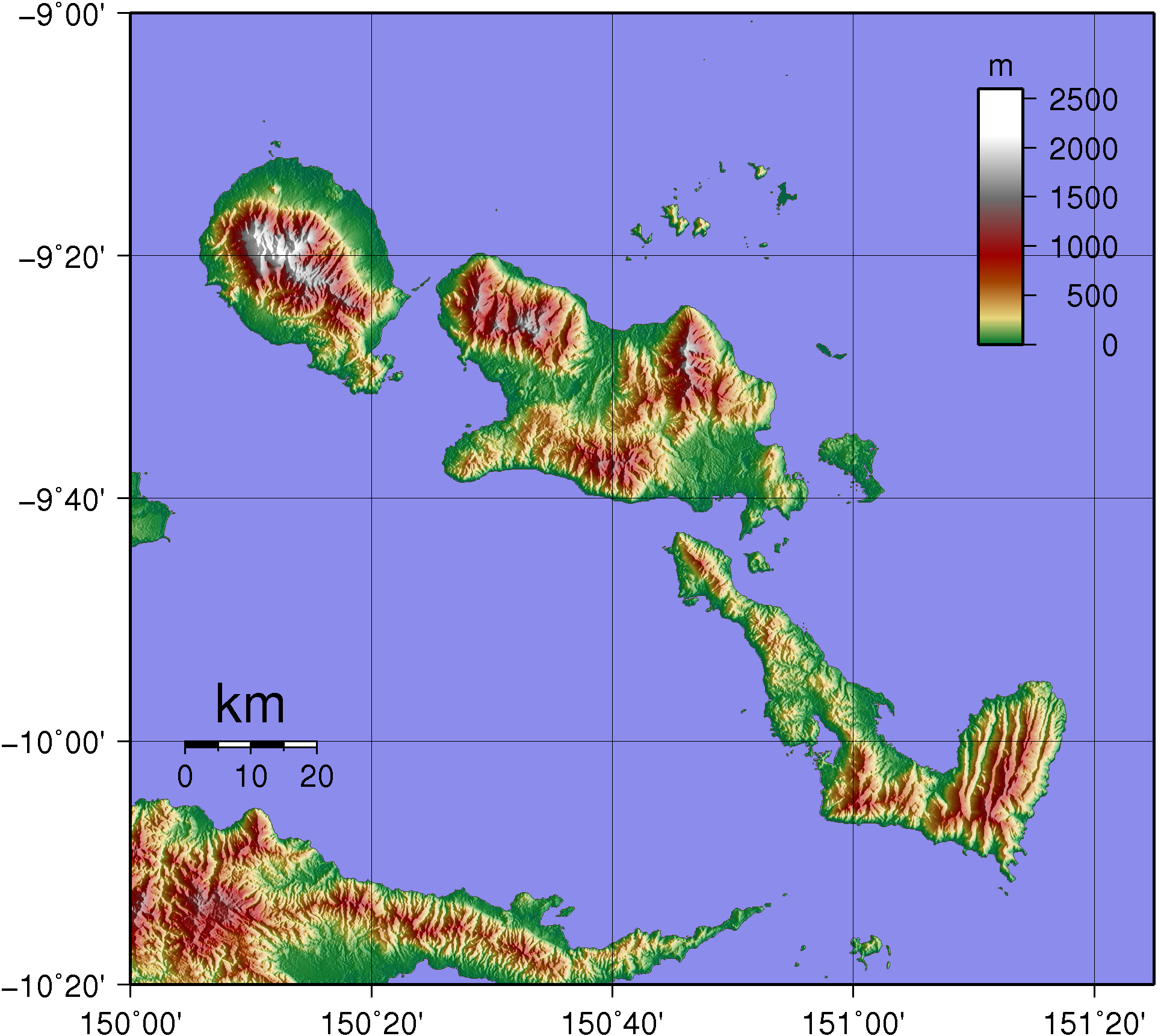
Mappa topografica delle isole di D'Entrecasteaux. Le tre grandi isole, da nord-ovest a sud-ovest, sono Goodenough, Fergusson e Normanby.

Gli indigeni delle D'Entrecasteaux praticano un'agricoltura di sussistenza e vivono in piccoli insediamenti tradizionali. In passato fabbricavano e mettevano in commercio vasi d'argilla ed inoltre partecipavano alle cerimonie kula per scambiarsi conchiglie rituali, ma anche occasione evidente per scambi commerciali o contatti umani su lunghe distanze, viaggiando spesso da un'isola all'altra sulle loro canoe. Più recentemente, gli abitanti hanno iniziato a raccogliere copra, conchiglie di Trochus, perle, ed alcuni tipi di legname, che vengono venduti in cambio di moneta. Ha avuto importanza in passato lo sfruttamento di modesti depositi alluvionali di oro, ormai esauriti dopo un intenso sfruttamento minerario.

## Storia
L'arcipelago deve il nome al navigatore francese Antoine Bruni d'Entrecasteaux, che, a bordo della nave Espérance, attraversò l'area nel 1792 mentre era alla ricerca di un suo compatriota scomparso, Jean-François de Galaup, conte di La Pérouse. Quasi un secolo dopo, nel 1874, John Moresby, capitano della HMS Basilisk, effettuò un sopralluogo delle coste occidentali delle isole e divenne il primo europeo ad aver messo piede su di esse.
Nel 1891 la Chiesa Metodista dell'Australia fondò una missione su Dobu, i cui abitanti vennero impiegati nelle miniere d'oro e nelle piantagioni di copra. Un'altra missione venne fondata nel 1898 a Bwaidoga, nella baia di Mud, sulla costa meridionale di Goodenough.
L'arcipelago divenne d'importanza nevralgica durante la seconda guerra mondiale, quando, nel 1942, alcune truppe imperiali giapponesi furono brevemente abbandonate su Goodenough, prima di essere attaccate dal 2/12º battaglione australiano. Nel 1943 gli squadroni della RAAF costruirono un aeroporto con una pista di 1829 m ed altre installazioni a Vivigani, sul sito di un piccolo campo d'aviazione anteguerra esistente. L'aeroporto venne impiegato da forze alleate dal giugno del 1943 all'agosto del 1944, come base operativa per le operazioni in Nuova Guinea e nelle vicine isole occupate. Nel 1963, l'aeroporto di Vivigani è stato aperto all'impiego commerciale. Su Fergusson, nel giugno del 1942, venne fondata anche una base navale statunitense per motosiluranti PT-Boat. Anche Normanby, durante la guerra, potrebbe aver ospitato una base militare segreta britannica.